# Імпульсний розряд
І́мпульсний розря́д — електричний розряд у діелектриках або газах, викликаний потужним імпульсом напруги, тривалість якого порівнянна або менша, ніж характерний час встановлення стаціонарного режиму горіння.

## Фізика розряду
Перебіг імпульсного розряду прийнято ділити на дві фази: передпробійну, яка визначається так званим часом запізнювання, і пробійну. Коли до електродів прикласти пробійну напругу, проходить деякий час перш, ніж ця напруга починає падати в силу розвитку розряду і збільшення провідності розрядного проміжку до величини провідності зовнішнього середовища. Цей час і називають часом запізнювання. У газах час запізнювання умовно розбивають на статистичний час, що визначається середнім часом, необхідним для появи в розрядному проміжку (зазвичай поблизу катода) хоча б одного електрона, який ініціює електронну лавину, і час формування пробою.
Якщо утворення затравкових електронів ініціюється ззовні, статистичний час може бути незначним у порівнянні з часом формування, в цьому випадку час запізнювання визначається характером іонізаційних процесів у газі і залежить від величини перевищення прикладеної до електродів напруги над пробійною напругою, що характеризується величиною:
{\displaystyle \beta ={\frac {U-U^{*}}{U^{*}}}}
де {\displaystyle U} — прикладена напруга, {\displaystyle U^{*}} — пробійна напруга.
Якщо зовнішнє ініціювання розряду відсутнє, то час формування може бути незначним порівняно зі статистичним часом. У цьому випадку час запізнювання визначається виключно останнім і може дуже варіюватися від імпульсу до імпульсу. Це дозволяє проводити вимірювання статистичних властивостей процесу появи затравкового електрона. Імовірність його появи зазвичай підпорядковується експоненціальному закону:
{\displaystyle N(t)=N_{0}\exp \left(-{\frac {t}{t_{s}}}\right)}
де {\displaystyle N_{0}} — загальне число пробоїв, {\displaystyle N(t)} — число пробоїв, що вимагали для запалювання час {\displaystyle t} і більше, {\displaystyle t_{s}} — статистичний час.
В цілому механізм формування і процес горіння імпульсного розряду в газах значною мірою визначається тим, як розвиваються первинні електронні лавини.
Так, якщо прикладена напруга не набагато перевищує пробійну і розрад ініціює одиничний електрон, що з'являється поблизу катода, то просторовий заряд не спотворює зовнішнього поля, і розряд розвивається за рахунок вторинних електронних лавин, які виникають при емісії електронів з катода під час його бомбардування утвореними йонами й фотонами. Такий механізм має назву таунсендівського і спричиняє розвиток або тліючого розряду (в газах низького тиску), або тліючого, що переходить в іскровий, у газах з вищим тиском.
За підвищених напруг ({\displaystyle \beta >0,2}) розряд розвивається вже від першої електронної лавини. В цьому випадку істотним стає поле, створюване просторовим зарядом, і в напрямку від катода до анода швидко розвиваються слабкопровідні плазмові філаменти — так звані стримери. На стадії формування стримери зливаються, утворюючи іскровий канал.
Якщо розряд ініціює багато рівномірно розподілених електронів, то може існувати режим, у якому електронні лавини взаємно перекриваються і утворюється об'ємний тліючий розряд, що переходить через час порядку {\displaystyle 10^{-6}} с в іскровий.

## Застосування
Імпульсний розряд має низку технічних застосувань, зокрема, для створення спеціальних джерел світла, в газорозрядній електроніці, електротехніці тощо.